# Al-Merrikh Stadion
Das al-Merrikh Stadion (arabisch ملعب المريخ) ist ein Fußballstadion mit Leichtathletikanlage in der sudanesischen Millionenstadt Omdurman, Bundesstaat al-Chartum. Es ist die Heimspielstätte des Fußballvereins al-Merrikh Khartum. Das al-Merrikh Stadion, auch bekannt als das Rote Schloss, wurde 1964 fertiggestellt und bietet  43.645 Plätze. Obwohl der Grundriss des unüberdachten Stadions oval ist, verläuft die sechsspurige Leichtathletikanlage rechteckig um das Spielfeld. 

## Geschichte
Der Bau des Stadions begann 1962 und es wurde am 30. November 1964 offiziell eröffnet. Das erste Spiel im Stadion fand als Freundschaftsspiel zwischen al-Merrikh und Dynamo Moskau an diesem Tag statt. 2003 wurde das Stadion renoviert.
Das Stadion war der neutrale Austragungsort des WM-Qualifikationsspiels zwischen Algerien und Ägypten am 18. November 2009, das Algerien mit 1:0 gewann und sich damit für die Fußball-Weltmeisterschaft 2010 qualifizierte. Die Anlage war auch eines von fünf Stadien der Afrikanischen Nationenmeisterschaft 2011.